# تحديد الموقع بالصدى البشري

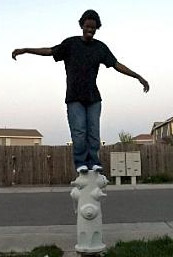

تحديد الموقع بالصدى البشري هو قدرة البشر على اكتشاف الأشياء في بيئتهم عن طريق استشعار أصداء من تلك الكائنات، وذلك تحديدًا عن طريق إنشاء الأصوات بنشاط: على سبيل المثال، دوس أقدامهم بخفة، أو التقاط أصابعهم، أو جعل أصوات النقر مع أفواههم. يمكن للأشخاص المدربين على التوجيه من خلال تحديد الموقع بالصدى تفسير الموجات الصوتية التي تعكسها الكائنات القريبة، وتحديد موقعها وحجمها بدقة.

## خلفية عامة
صاغ عالم الحيوان دونالد غريفين مصطلح «تحديد الموقع بالصدى» في عام 1944؛ ومع ذلك، فإن التقارير عن تمكن الإنسان الأعمى من تحديد مكان الأجسام الصامتة تعود إلى عام 1749.  وقد تم التعرف على الصدى البشري ودراسته رسميا منذ الخمسينات على الأقل. وفي وقت سابق، وصف تحديد الموقع بالصدى البشري أحيانا بأنه «رؤية للوجه» أو «حس بالعقبة»، حيث كان يعتقد أن قرب الأجسام القريبة منه قد تسبب في تغيرات ضغط على الجلد.
يستخدم العديد من الأفراد العميان أصداء البيئة الطبيعية للشعور بالتفاصيل حول بيئتهم؛ ويقوم آخرون بإنتاج نقرات بالفم ويمكنهم قياس المعلومات حول بيئتهم باستخدام الصدى من تلك النقرات.
ولأن الأفراد المبصرين يتعلمون عن بيئاتهم عبر الرؤية، فإنهم في كثير من الأحيان لا يتصورون أصداء من الأجسام القريبة بسهولة. ولكن مع التدريب، يمكن للأفراد المبصرين ذوي السمع العادي أن يتعلموا كيفية تجنب العقبات باستخدام الصوت فقط.

## التقنية
وترنبط كل من الرؤية والسمع ارتباطا وثيقا بقدرتها على معالجة موجات الطاقة المنعكسة. الرؤية تعالج الموجات الضوئية أثناء انتقالها من مصدرها. وعلى نحو مماثل، يعمل النظام السمعي على معالجة موجات صوتية أثناء انتقالها من مصدرها، حيث أنها ترتد من الأسطح لتدخل الأذنين. فكل من النظامين قادر على استخلاص قدر كبير من المعلومات عن البيئة من خلال تفسير الأنماط المعقدة للطاقة المنعكسة التي تتلقاها. وفي حالة الصوت، تسمى هذه الموجات من الطاقة المنعكسة «أصداء».

## الأفراد البارزين الذين يستخدمون تحديد الموقع بالصدى

### دانييل كيش
وقد تم تطوير تحديد الموقع بالصدى بشكل أكبر من قبل دانيال كيش الذي يعمل مع المكفوفين من خلال منظمة الوصول العالمي للمكفوفين غير الربحية. حيث أنه يقود المراهقين العميان الذين يمشون لمسافات طويلة، ويعلمهم كيفية التنقل بأمان، وذلك بتقنية يطلق عليها «فلاش سونار». كيش أزيلت عينيه عن عمر 13 شهرا بسبب سرطان الشبكية. وقد تعلم كيفية عمل نقرات باللمس بلسانه عندما كان طفلا وهو الآن يدرب المكفوفين الآخرين على استخدام تحديد الموقع بالصدى وفي ما يسميه «الحس للتنقل». ورغم أنه في البداية كان ممانعا لاستخدام عصا للتنقل ورؤيته على أنه جهاز «معوق»، وبالنظر إلى نفسه بأنه «ليس معاقا على الإطلاق»، قام كيش بتطوير تقنية باستخدام عصاه البيضاء المقترنة بالصدى لتوسيع حركته.
تقول تقارير كيش أن «الإحساس بالصور غني جدًّا لمستخدم متمرس. ويمكن للمرء أن يشعر بالجمال أو النجومية أو أيا كان - من الصوت والصدى أيضا»، وهو قادر على تمييز سياج معدني عن سياج خشبي بالمعلومات التي تعيدها أصداء ترتيب هياكل السياج؛ وفي ظروف بالغة الهدوء، يستطيع أيضا أن يسمع الأصداء من الخشب والمعدن.

### توامس تاجو
ولد توماس تاجو في قرية تشايانغ تاجو الواقعة في جبال الهيمالايا النائية في ولاية أروناتشال براديش في شمال شرق الهند واصبح أعمى في عمر يتراوح بين 7 و8 سنوات بسبب ضمور العصب البصرى. وقد تعلم تاجو نفسه كيفية تحديد الموقع بالصدى. يعيش اليوم في بلجيكا ويعمل مع فييونيرز أو World Access لنقل المهارات إلى أفراد مكفوفين عبر العالم. تاجو أيضا باحث مستقل في تاريخ التطور الثقافي والبيولوجي للحواس ويقدم نتائجه إلى المؤتمرات العلمية في أنحاء العالم.

### بين أندروود
ولد بن أندروود في 26 يناير 1992 في ريفرسايد بكاليفورنيا. وقد تم تشخيص حالته بأنه مصاب بسرطان الشبكية عندما كان في الثانية من عمره وتم نزع عينيه عن عمر الثالثة.
لقد علم نفسه تحديد الموقع بالصدى في سن الخامسة. وتمكن من اكتشاف مكان الأجسام عن طريق القيام بنقر أصوات متكررة على لسانه. وقد تم تفسير هذه الحالة في 20/20: الأسرار الطبية. استخدمها في إنجاز مهرات مثل الركض، واللعب كرة السلة، وركوب دراجة، والتمهيد، ولعب كرة القدم، والتزلج. التحق بالمدرسة الإعدادية بإدوارد هاريس الابن. زعم طبيب عين أندروود في مرحلة الطفولة أن أندروود كان واحدا من أفضل محددي الموقع بالصدى.
توفي أندروود في 19 يناير 2009 عن عمر 16 عاما من نفس السرطان الذي أخذ عينيه.

### سكادن
كتب سكادن عن تجربته مع العمى. لم يولد أعمى، لكنه فقد بصره بسبب المرض. وقد تعلم كطفل استخدام تحديد الموقع بالصدى بما فيه الكفاية لركوب دراجة هوائية في حركة المرور.

### لوكاس موراي
لوكاس موراي، من بول، دورسيت، ولد كفيفًا. ويعتقد أنه واحد من أوائل البريطانيين الذين تعلموا تصور المناطق المحيطة به باستخدام تحديد الموقع بالصدى، وقام بتدريسه دانيال كيش.